# Rockin' Chair
Pour les articles homonymes, voir Rocking chair.
Clip vidéo
[vidéo] « Louis Armstrong & Jack Teagarden - Rockin' Chair  », sur YouTube
Rockin' Chair (Rocking chair, chaise à bascule, en anglais) est un standard de jazz-jazz blues du  Great American Songbook, de l'auteur-compositeur-interprète américain Hoagy Carmichael. Il l'enregistre le 19 février 1929 chez Victor Records, puis en duo avec Louis Armstrong du 13 décembre 1929 chez Okeh Records. La reprise de ce titre en duo humoristique par Louis Armstrong et son tromboniste Jack Teagarden, est un des plus célèbres tubes et succès de leur répertoire.

## Histoire
Hoagy Carmichael et Louis Armstrong enregistrent plusieurs fois ce titre avec succès, en solo, ou en duo ensemble, ou avec d'autres partenaires. 

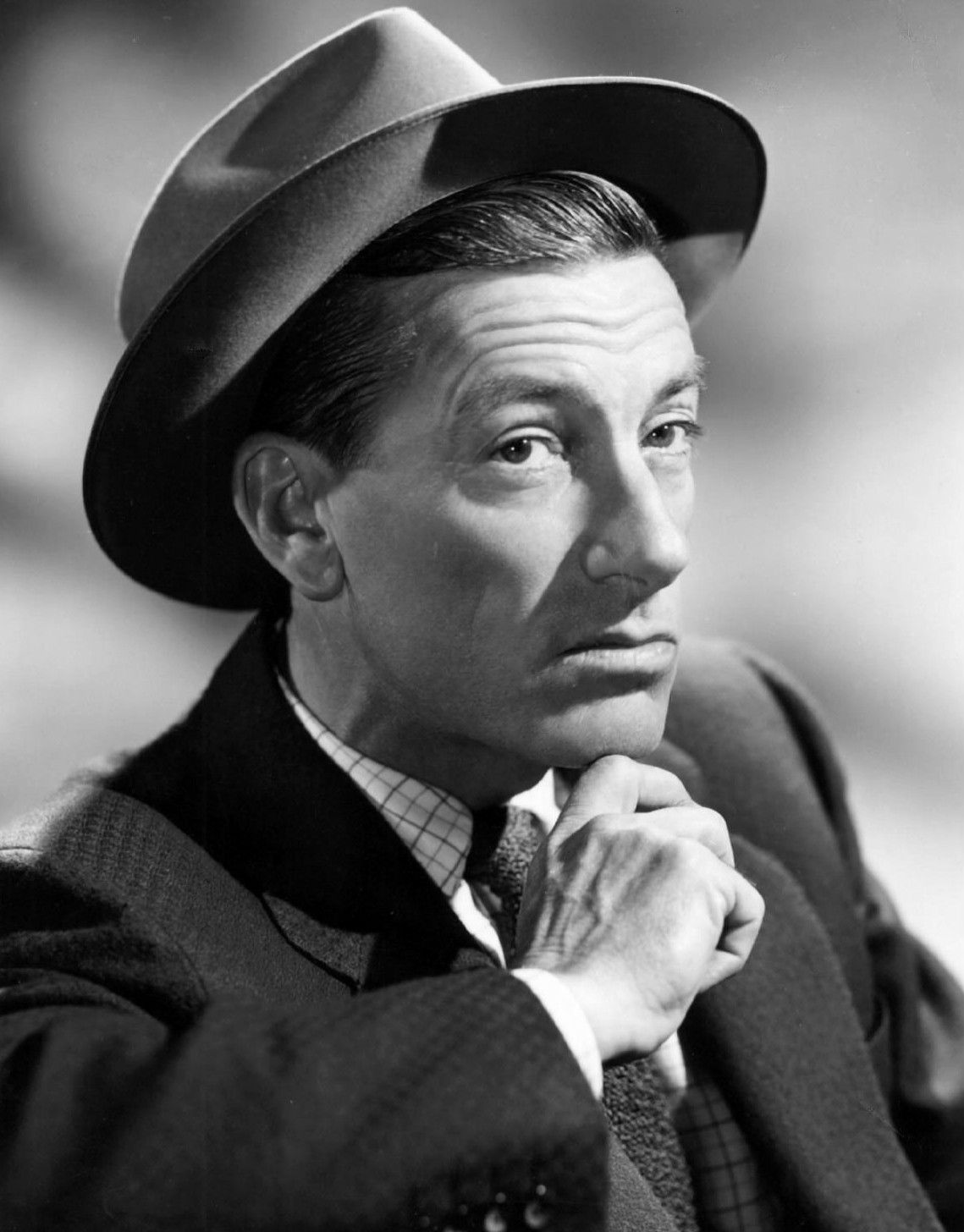
Hoagy Carmichael (1953)
Louis Armstrong (1953)
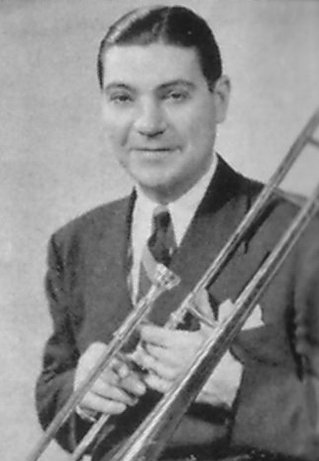
Jack Teagarden (1944)

Les paroles sont un jeu de dialogue humoristique entre la complainte blues répétitive d'un vieux père dans sa chaise à bascule (Hoagy Carmichael, ou Jack Teagarden) et son fils (Louis Armstrong) « Mon vieux rockin' chair me tient, ma canne à côté de moi, apporte moi du gin fils, avant que je ne te tanne le derrière, avec ce fauteuil je ne peux aller nulle part, le jour du jugement dernier est proche, je suis enchaîné à ce rockin' chair, ma canne à côté de moi, maintenant va me chercher un peu de gin fils (je n'ai pas de gin, papa)... ».

## Reprises
Ce standard de jazz est réédité de nombreuses fois, et repris avec ou par de nombreux interprètes, dont Mildred Bailey, The Mills Brothers, Sidney Bechet, Count Basie, Duke Ellington, Frank Sinatra, Eric Clapton...